# 아타고급 구축함
아타고급 구축함(일본어: あたご型護衛艦, Atago class destroyer)은 일본 해상자위대 소속의 공고급 이지스 구축함의 향상된 버전이다. 미국 해군의 알레이버크급 구축함과 유사하다 화력 통제 체제로는 이지스 시스템 베이스라인 7.1Ｊ을 채용했다.

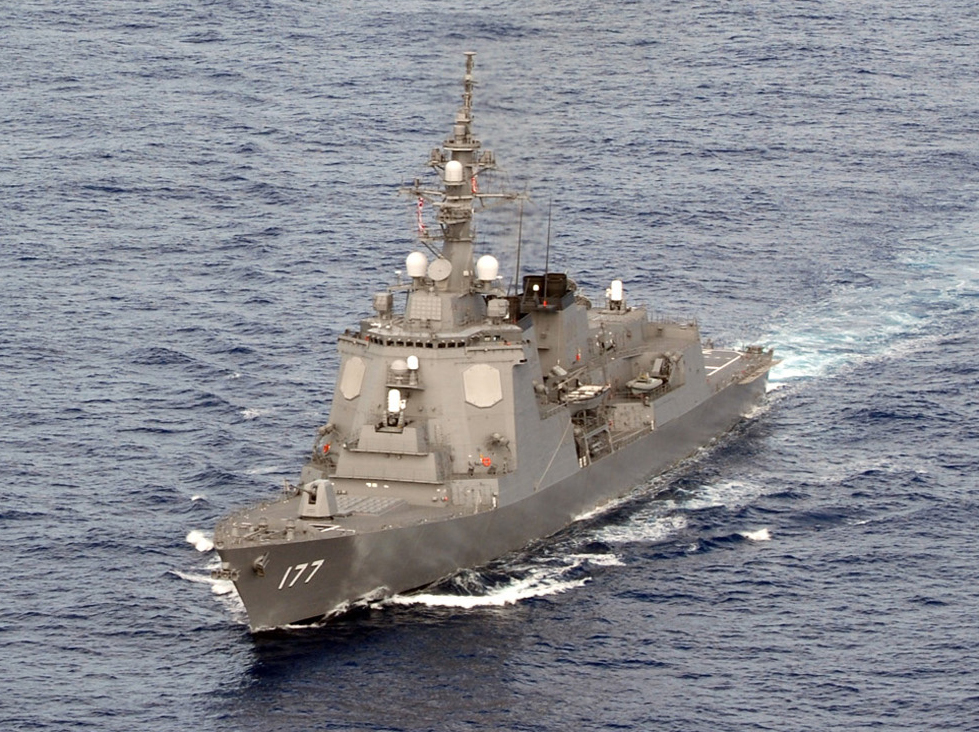
2013년 동중국해의 아타고함.

## 함정 목록
| 함번    | 함명     | 건조           | 진수            | 취역            | 기항지            |
| ------- | -------- | -------------- | --------------- | --------------- | ----------------- |
| DDG-177 | 아타고   | 2004년 4월 5일 | 2005년 8월 24일 | 2007년 3월 15일 | 마이즈루 해군기지 |
| DDG-178 | 아시가라 | 2005년 4월 6일 | 2006년 8월 30일 | 2008년 3월 13일 | 사세보 해군기지   |

## 구성
2007년 취역한 JDS DDG-177 아타고함은 호위함대의 제3호위대군에 편성되어서, 마이즈루 해군기지를 모항으로 하고있다.

## 같이 보기
- 독도
- 세종대왕급 구축함 - 한국의 이지스함은 1997년 독도사태로 김영삼 대통령의 기동함대 건설 지시로 독도함과 더불어서 건조되었다. JDS DDG-177 아타고함이 독도문제에 제일 먼저 개입할 가능성이 있는 일본측 이지스함이라면, RKN DDG-991 세종대왕함은 독도문제에 제일 먼저 개입할 가능성이 있는 한국측 이지스함이다.
- 타카나미급 호위함 - 무라사메의 개량형이다.
- 무라사메급 호위함 - 일본이 개발한 레이다를 장착한 방공구축함이다.
- 아키즈키급 호위함 - 일본이 개발한 레이다를 장착한 준이지스함이다.